# Monique de Bruin
Pour les articles homonymes, voir De Bruin.
Monique van de Berg-de Bruin, née le 8 juillet 1965 à Hoogland dans la commune d'Amersfoort est une coureuse cycliste néerlandaise.

## Palmarès
- 1985
  - 2e étape du Tour des Pays-Bas
- 1987
  - Hel van het Mergelland
  - 2e de Lenterace
- 1988
  - 3e étapes de Omloop van `t Molenheike
  - 2e du championnat des Pays-Bas sur route
  - 3e du championnat du monde de course aux points
- 1989
  - Omloop van `t Molenheike
  - 4e étapes de Omloop van `t Molenheike
  - 2e du Grand Prix de France
  - 2e de Ronde van Zuid-Friesland
- 1990
  - Flevotour
  - 3e de Lenterace
- 1991
  - Omloop van de Maasvallei
  - Parel van de Veluwe
  - Grand Prix de Ratingen
  - 2e du championnat du monde de contre-la-montre par équipes avec Monique Knol, Astrid Schop et Cora Westland
  - 2e de Rund um den Henniger Turm
- 1992
  - 2e étapes de la boucle de Vendée